# Daniel Pareus
Daniel Pareus (* 1605 in Worms-Neuhausen; † vermutlich 17. Juli 1635 in Kaiserslautern) war ein Philologe und reformierter Pädagoge.

## Ausbildung
Der Sohn des Rektors in Neuhausen Johann Philipp Pareus erhielt seine Bildung unter seinem Vater, der von 1610 bis 1622 Rektor am Casimirianum in Neustadt an der Weinstraße war. 1619 immatrikulierte er sich an der Universität Heidelberg während des dritten Rektorats seines Großvaters, des reformierten Theologen David Pareus. Die Kurpfalz wurde bald Hauptkriegsschauplatz im Dreißigjährigen Krieg. Wegen der Gefahr durch Straßenräuber begleitete er im Mai 1622 seinen Großvater zurück nach Heidelberg und stand im Juni 1622 an dessen Totenbett.

## Berufstätigkeit
Pareus wirkte von 1633 bis 1635 als Konrektor am Casimirianum in Neustadt, kam dann in den Kriegswirren nach Kaiserslautern, wo er eine Schule eröffnet haben soll. Über sein weiteres Schicksal konnte sein Biograph Georg Christian Joannis 80 Jahre später nichts Sicheres mehr in Erfahrung bringen. Womöglich hat er bei oder nach der Einnahme Kaiserslauterns durch die kaiserlichen Truppen unter General Gallas im Sommer 1635 sein Leben verloren.

## Werke
Die Zahl seiner schriftstellerischen Arbeiten ist eine sehr bedeutende, er gab 1627 den Musaeus heraus, in demselben Jahre den Herodian, und das „Mellificium Atticum“, 1629 den Quintilianus, 1631 Heliodors Aethiopica und Lucretius und schrieb Animadversiones zur Sallust-Ausgabe seines Vaters. Von seinen historischen Schriften ist die „Universalis historiae profanae medulla“ 1631, die „Universalis historiae ecclesiaticae medulla“ 1633, vorzüglich aber die „Historia Palatina“ 1633 zu nennen, welche die Geschichte der Pfalz bis 1630 behandelt und 1717 von Georg Christian Joannis neu herausgegeben wurde.